# Auberville
Auberville is een gemeente in het Franse departement Calvados (regio Normandië). De gemeente telt 213 inwoners (1999) en maakt deel uit van het arrondissement Lisieux.

## Geografie
De oppervlakte van Auberville bedraagt 2,6 km², de bevolkingsdichtheid is 81,9 inwoners per km².
De onderstaande kaart toont de ligging van Auberville met de belangrijkste infrastructuur en aangrenzende gemeenten.

## Demografie
Onderstaande figuur toont het verloop van het inwonertal (bron: INSEE-tellingen).

Vanwege een beveiligingsprobleem met de MediaWiki Graph-software is het momenteel niet mogelijk deze grafiek weer te geven. Zodra de software is bijgewerkt zal de grafiek vanzelf weer zichtbaar worden.